# Albert (Manitoba)
| Rural Municipality of Albert |          |
| Cidade rural                 | Manitoba |
|                              |          |
| Área                         |          |
| - Cidade                     | km²      |
| População (2006)             |          |
| - Cidade                     | 339      |

Albert é uma cidade rural da privíncia de Manitoba, no Canadá.

## História
O município foi formado em 1956, e recebe este nome em homenagem a Albert Edward, principe de Gales.

## Demografia
Segundo o censo de 2006, sua pupulação era de 339 habitantes. Sua população entre 2001 a 2006 caiu 11,3%. 